# Доска Уиджи (на авианосце)

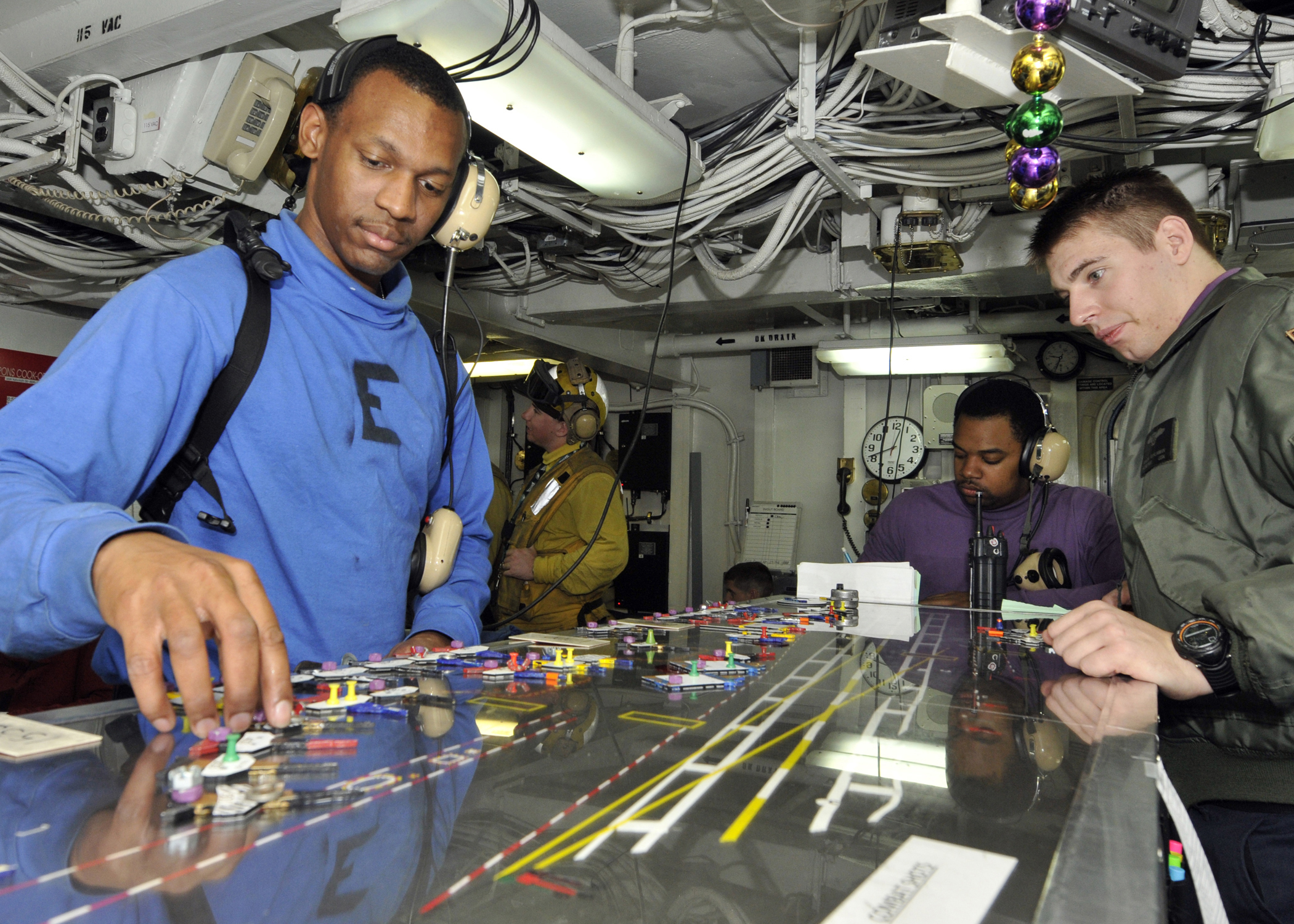
Доска Уиджи на авианосце CVN-72 «Авраам Линкольн»

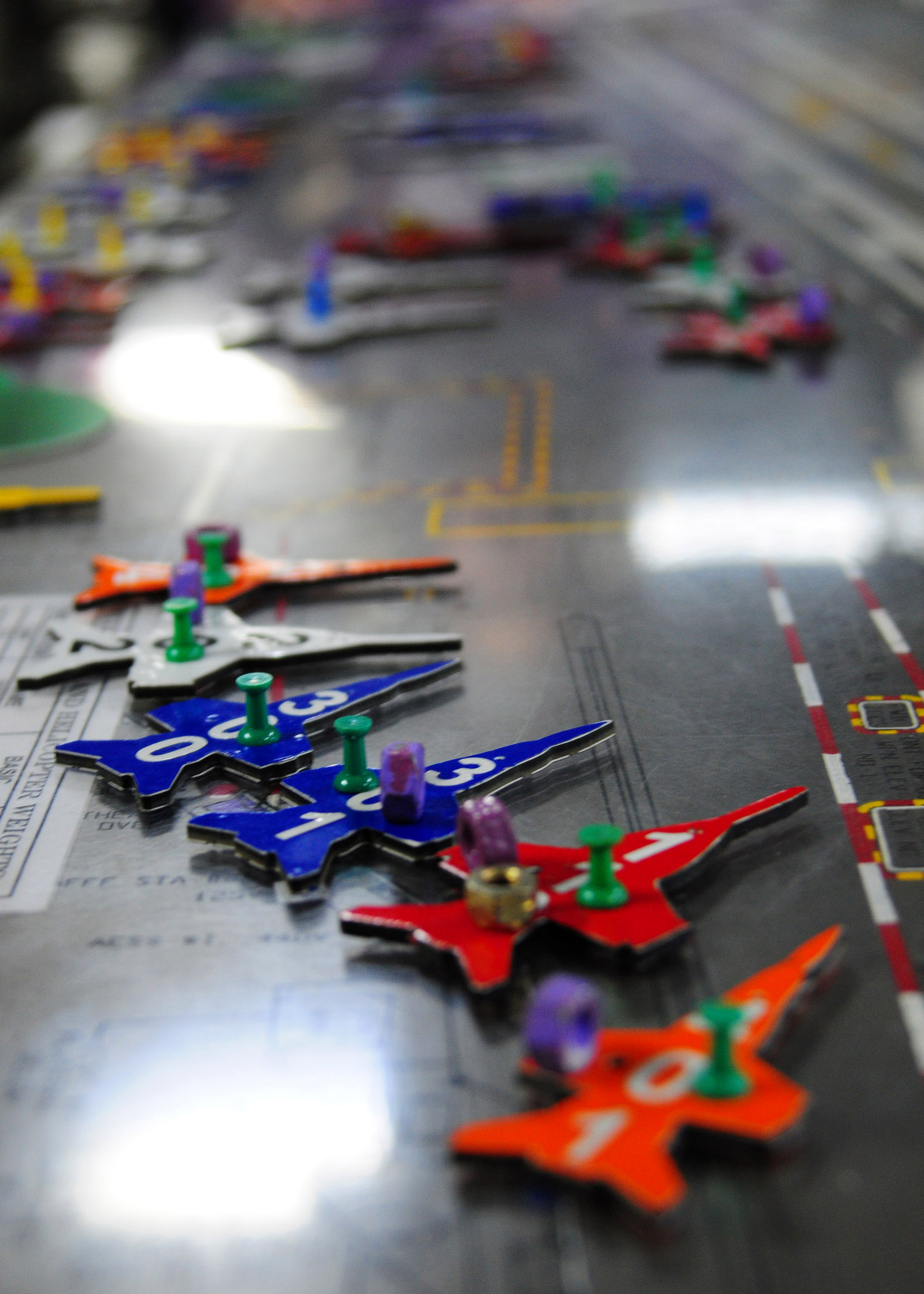
Силуэты самолётов FA-18 на доске Уиджи авианосца CVN-70 «Карл Винсон»

Доска Уиджи (англ. Ouija board) – специальный двухуровневый стол из прозрачного пластика, который устанавливается в центре управления полётной палубой авианосца (англ. Flight Deck Control Center) и предназначен для визуального контроля перемещений на полётной и ангарной палубах. На верхней крышке стола в определённом масштабе (обычно 1:192) изображена полётная палуба, по которой персонал центра управления перемещает макеты самолётов и вертолётов. У стола имеется также нижний ярус, на котором в том же масштабе изображена палуба ангара.
Название иронически отражает сходство с доской, применяемой медиумами во время спиритических сеансов.
Самолёты, вертолёты и другая перемещающаяся по палубам техника имитируется пластиковыми силуэтами, выполненными в том же масштабе, что и доска. Самолёты и вертолёты различных эскадрилий раскрашены в разные цвета и маркируются трёхзначным числом, первая цифра которого означает номер эскадрильи, а две другие — номер самолёта. Дополнительная информация о каждом объекте (выполняемая миссия, необходимость обслуживания и ремонта, вооружение и т.д.) обозначается различными мелкими предметами (канцелярскими кнопками, гайками, болтиками), размещаемыми на макете. Кодировка этой информации не стандартизирована и определяется традицией на каждом конкретном авианосце.
Доска является главным инструментом офицера по перемещению самолётов (англ. Aircraft Handling Officer, жарг. Handler). Она находится в центре управления, расположенном в надстройке авианосца на уровне полётной палубы. Главным потребителем сконцентрированной здесь информации является офицер управления полётами (англ. Air Officer, жарг. Air Boss).
Источниками информации являются голосовые сообщения операторов, находящихся на палубе и в ангаре, а также изображения с видеокамер.
Первые доски Уиджи появились на американских авианосцах в годы Второй мировой войны и с тех пор мало изменились, несмотря на то, что с тех пор все другие низкотехнологичные средства управления были заменены электронной и компьютерной техникой. В качестве причины этого консерватизма называется критическая необходимость бесперебойного функционирования полётной палубы в любых условиях, в том числе при серьёзных боевых повреждениях, выводящих из строя питание электронной аппаратуры.
Тем не менее, руководство ВМС США намерено внедрить полностью компьютерную систему управления, известную как Aircraft Data Management and Control System (ADMACS, рус. система обработки данных и управления самолётами), прототип которой планировалось разместить на авианосце «Авраам Линкольн» в 2009 году. В настоящее время версия Block 1 системы ADMACS установлена на всех авианосцах ВМС США, кроме CVN-65 «Энтерпрайз», однако она не позволяет полностью отказаться от доски Уиджи. Установка версии Block 2 и полный отказ от досок Уиджи на всех авианосцах ВМС США намечается на 2012 год.

## Фото

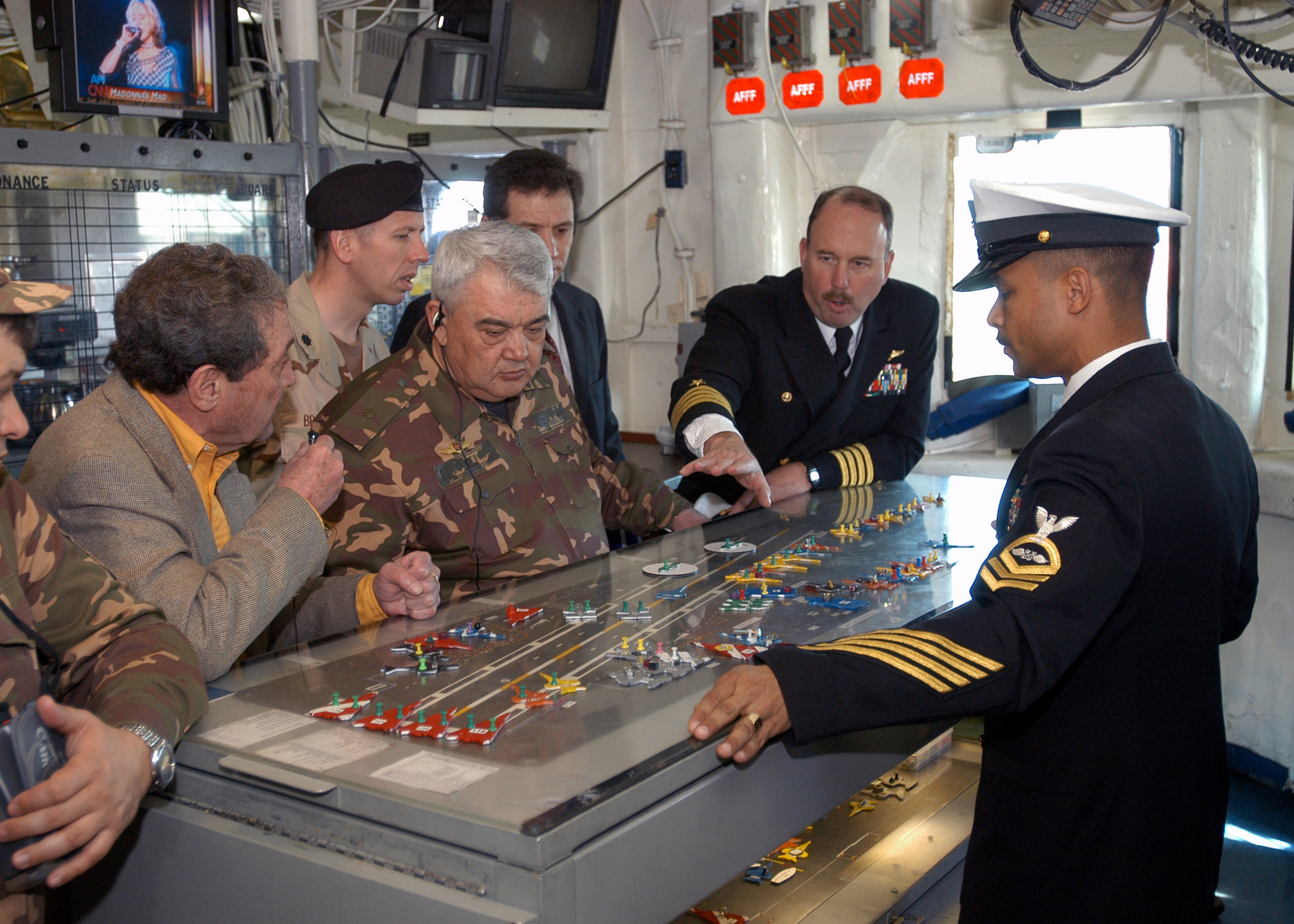
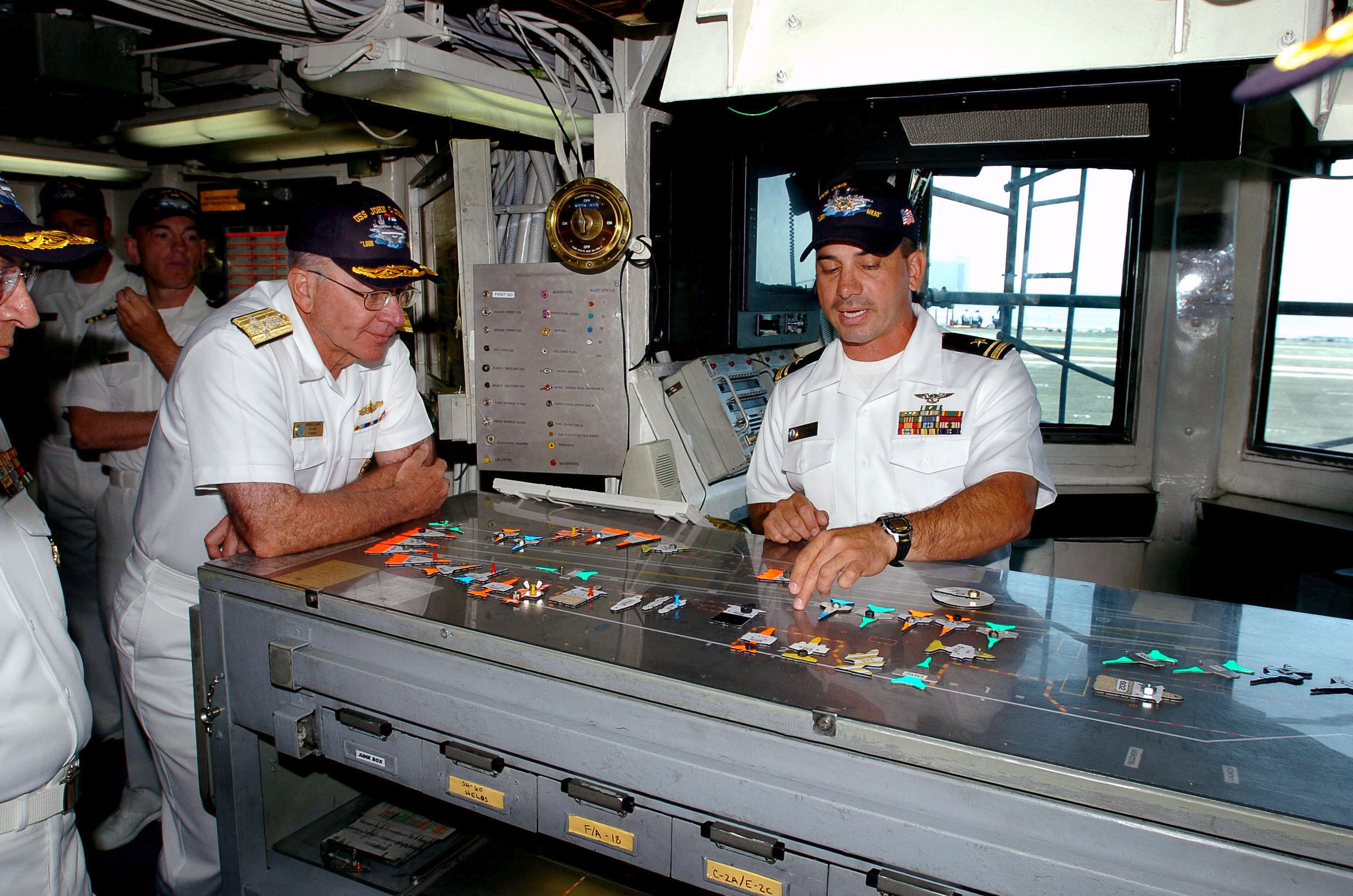
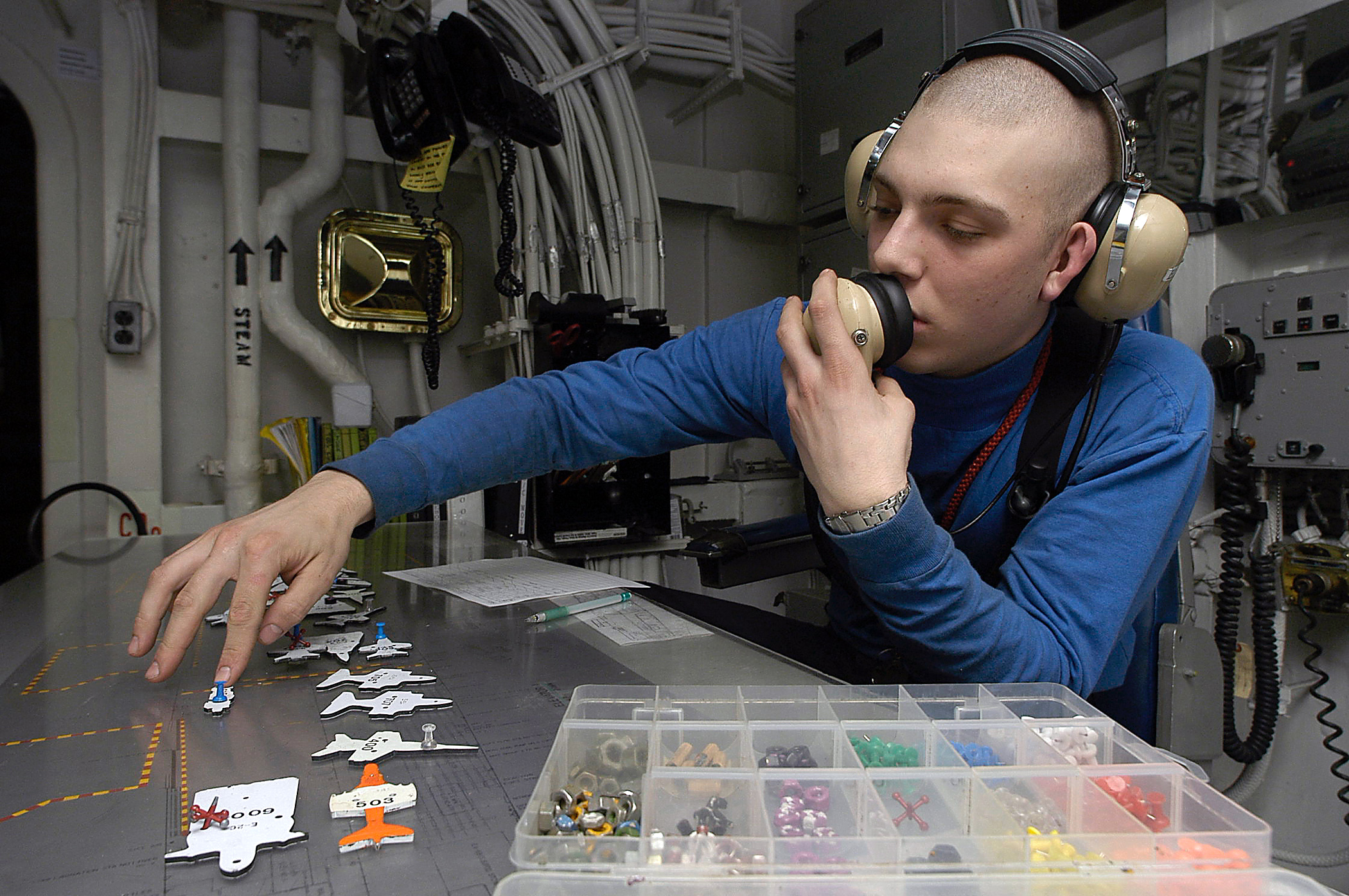
На переднем плане — кассетница с маркерами
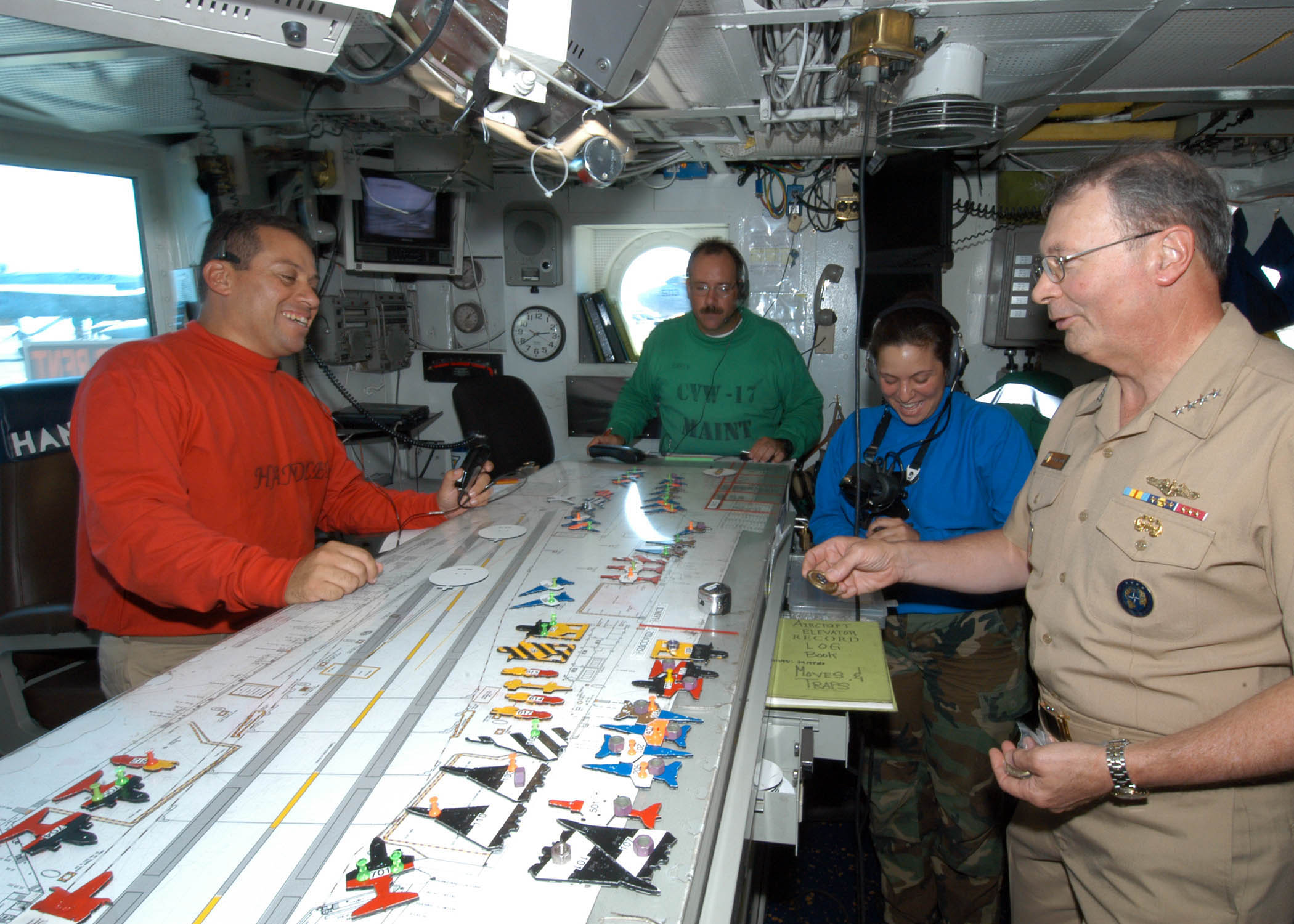